# واریان مدیکال سیستمز
واریان مدیکال سیستمز (به انگلیسی: Varian Medical Systems)، معروف به واریان، تأسیس ۱۹۴۸، شرکت مهم تجهیزات پزشکی آمریکایی است.
به ویژه، این شرکت کالیفرنیایی در تولید سیستم‌های پرتودرمانی در جهان در ۵۰ سال اخیر از پیشروان صنعت بوده‌است.